# Atletismo nos Jogos Pan-Americanos de 2023 - Lançamento de martelo feminino
A competição de lançamento de martelo feminino do atletismo nos Jogos Pan-Americanos de 2023 foi disputada em 1º de novembro no Parque Deportivo Estadio Nacional, em Santiago, no Chile. No total, competiram 11 atletas de 10 Comitês Olímpicos Nacionais (CON).

## Calendário
Horário local (UTC-4).
| Data           | Horário | Fase  |
| -------------- | ------- | ----- |
| 1º de novembro | 17:31   | Final |

## Medalhistas
| Ouro   | USA Deanna Price   |
| Prata  | VEN Rosa Rodríguez |
| Bronze | CAN Kaila Butler   |

## Recordes
Antes desta competição, os recordes mundiais e dos Jogos Pan-Americanos da prova eram os seguintes:
| Tipo                             | Atleta           | Marca   | Local       | Data                  |
| -------------------------------- | ---------------- | ------- | ----------- | --------------------- |
|                                  | Anita Włodarczyk | 82,98 m | Varsóvia    | 28 de agosto de 2016  |
| Recorde dos Jogos Pan-Americanos | Yipsi Moreno     | 75,62 m | Guadalajara | 24 de outubro de 2011 |

## Resultados

### Final
Estes foram os resultados:
| Pos. | Atleta            | Nacionalidade      | #1    | #2    | #3    | #4    | #5    | #6    | Resultado | Notas |
| ---- | ----------------- | ------------------ | ----- | ----- | ----- | ----- | ----- | ----- | --------- | ----- |
| 01 ! | Deanna Price      | USA Estados Unidos | 72.34 | x     | 69.62 | x     | 70.35 | 72.34 | 72.34     |       |
| 02 ! | Rosa Rodríguez    | VEN Venezuela      | 71.24 | 69.69 | 68.14 | x     | x     | 71.59 | 71.59     |       |
| 03 ! | Kaila Butler      | CAN Canadá         | x     | x     | 63.22 | x     | 65.10 | 64.01 | 65.10     |       |
| 4    | Mayra Gavíria     | COL Colômbia       | 64.42 | 61.18 | 62.22 | x     | x     | x     | 64.42     |       |
| 5    | Mariana García    | CHI Chile          | 62.74 | 61.49 | 61.10 | x     | x     | 60.49 | 62.74     |       |
| 6    | Yaritza Martínez  | CUB Cuba           | 58.92 | 61.02 | x     | x     | x     | 58.06 | 61.02     |       |
| 7    | Daniela Gómez     | ARG Argentina      | 55.95 | 60.26 | 55.42 | 55.86 | x     | x     | 60.26     |       |
| 8    | Ximena Zorrilla   | PER Peru           | 59.99 | x     | x     | x     | x     | x     | 59.99     |       |
| 9    | Mariana Marcelino | BRA Brasil         | 55.46 | x     | 58.32 |       |       |       | 58.32     |       |
| 10   | Nereida Santacruz | ECU Equador        | 57.69 | x     | x     |       |       |       | 57.69     |       |
| –    | Brooke Andersen   | USA Estados Unidos | x     | x     | x     |       |       |       | NM        |       |

Legenda
| Recorde mundial                  | Recorde mundial (World record)               |                       | Recorde africano                      | Recorde africano (African) |                                           | Q | Classificado por posição (Qualified) |
| Recorde dos Jogos Pan-Americanos | Recorde pan-americano (Pan-American record)  | Recorde da América    | Recorde da América (Americas)         | q                          | Classificado por melhor tempo (Qualified) |   |                                      |
| Melhor marca do ano              | Melhor marca do ano (World leading)          | Recorde asiático      | Recorde asiático (Asian)              | DNS                        | Não largou (Did not start)                |   |                                      |
| Recorde nacional                 | Recorde nacional (National record)           | Recorde europeu       | Recorde europeu (European)            | DNF                        | Não terminou (Did not finish)             |   |                                      |
| Recorde pessoal                  | Recorde pessoal do atleta (Personal best)    | Recorde da Oceania    | Recorde da Oceania (Oceania)          | DSQ / DQ                   | Desclassificado (Disqualified)            |   |                                      |
| Recorde da temporada             | Recorde da temporada do atleta (Season best) | Recorde sul-americano | Recorde sul-americano (South America) | NM                         | Sem marca (No mark)                       |   |                                      |